# 4e étape du Tour d'Espagne 2004
Pour un article plus général, voir Tour d'Espagne 2004.
La 4e étape du Tour d'Espagne 2004 a eu lieu le 6 septembre 2004 entre la ville de Soria et celle de Saragosse sur une distance de 167 km. Elle a été remportée par l'Italien Alessandro Petacchi (Fassa Bortolo) devant l'Allemand Erik Zabel (T-Mobile) et le Espagnol Óscar Freire (Rabobank). Le Luxembourgeois Benoît Joachim (US Postal Service-Berry Floor) conserve le maillot de leader du classement général à l'issue de l'étape du jour.

## Classement de l'étape
| \| Classement de l'étape \| Classement de l'étape \| Classement de l'étape \| Classement de l'étape \| Classement de l'étape \| \| Coureur \| Coureur \| Pays \| Équipe \| Temps \| \| --------------------- \| ------------------------------ \| --------------------- \| ------------------------------- \| --------------------- \| \| 1er \| Alessandro Petacchi \| Italie \| Fassa Bortolo \| 4 h 23 min 01 s \| \| 2e \| Erik Zabel \| Allemagne \| T-Mobile \| + 0 s \| \| 3e \| Óscar Freire \| Espagne \| Rabobank \| + 0 s \| \| 4e \| Stuart O'Grady \| Australie \| Cofidis-Le Crédit par Téléphone \| + 0 s \| \| 5e \| Angelo Furlan \| Italie \| Alessio-Bianchi \| + 0 s \| \| 6e \| Giosuè Bonomi \| Italie \| Saeco \| + 0 s \| \| 7e \| Miguel Ángel Martín Perdiguero \| Espagne \| Saunier Duval-Prodir \| + 0 s \| \| 8e \| Pedro Horrillo \| Espagne \| Quick Step-Davitamon \| + 0 s \| \| 9e \| Arnaud Coyot \| France \| Cofidis-Le Crédit par Téléphone \| + 0 s \| \| 10e \| Luca Paolini \| Italie \| Quick Step-Davitamon \| + 0 s \| |                                |           |                                 |                 |
| |                                |           |                                 |                 |
| |                                |           |                                 |                 |
| Classement de l'étape |                                |           |                                 |                 |
| Coureur | Coureur                        | Pays      | Équipe                          | Temps           |
| 1er | Alessandro Petacchi            | Italie    | Fassa Bortolo                   | 4 h 23 min 01 s |
| 2e | Erik Zabel                     | Allemagne | T-Mobile                        | + 0 s           |
| 3e | Óscar Freire                   | Espagne   | Rabobank                        | + 0 s           |
| 4e | Stuart O'Grady                 | Australie | Cofidis-Le Crédit par Téléphone | + 0 s           |
| 5e | Angelo Furlan                  | Italie    | Alessio-Bianchi                 | + 0 s           |
| 6e | Giosuè Bonomi                  | Italie    | Saeco                           | + 0 s           |
| 7e | Miguel Ángel Martín Perdiguero | Espagne   | Saunier Duval-Prodir            | + 0 s           |
| 8e | Pedro Horrillo                 | Espagne   | Quick Step-Davitamon            | + 0 s           |
| 9e | Arnaud Coyot                   | France    | Cofidis-Le Crédit par Téléphone | + 0 s           |
| 10e | Luca Paolini                   | Italie    | Quick Step-Davitamon            | + 0 s           |

## Classement général
| \| Classement général \| Classement général \| Classement général \| Classement général \| Classement général \| \| Coureur \| Coureur \| Pays \| Équipe \| Temps \| \| ------------------ \| -------------------- \| ------------------ \| ----------------------------- \| ------------------ \| \| 1er \| Benoît Joachim \| Luxembourg \| US Postal Service-Berry Floor \| 13 h 36 min 59 s \| \| 2e \| Max van Heeswijk \| Pays-Bas \| US Postal Service-Berry Floor \| + 18 s \| \| 3e \| Manuel Beltrán \| Espagne \| US Postal Service-Berry Floor \| + 24 s \| \| 4e \| Michael Barry \| Canada \| US Postal Service-Berry Floor \| + 24 s \| \| 5e \| Floyd Landis \| États-Unis \| US Postal Service-Berry Floor \| + 24 s \| \| 6e \| Víctor Hugo Peña \| Colombie \| US Postal Service-Berry Floor \| + 24 s \| \| 7e \| David Zabriskie \| États-Unis \| US Postal Service-Berry Floor \| + 24 s \| \| 8e \| Alexandre Vinokourov \| Kazakhstan \| T-Mobile \| + 40 s \| \| 9e \| Cadel Evans \| Australie \| T-Mobile \| + 40 s \| \| 10e \| Alejandro Valverde \| Espagne \| Comunidad Valenciana-Kelme \| + 47 s \| |                      |            |                               |                  |
| |                      |            |                               |                  |
| |                      |            |                               |                  |
| Classement général |                      |            |                               |                  |
| Coureur | Coureur              | Pays       | Équipe                        | Temps            |
| 1er | Benoît Joachim       | Luxembourg | US Postal Service-Berry Floor | 13 h 36 min 59 s |
| 2e | Max van Heeswijk     | Pays-Bas   | US Postal Service-Berry Floor | + 18 s           |
| 3e | Manuel Beltrán       | Espagne    | US Postal Service-Berry Floor | + 24 s           |
| 4e | Michael Barry        | Canada     | US Postal Service-Berry Floor | + 24 s           |
| 5e | Floyd Landis         | États-Unis | US Postal Service-Berry Floor | + 24 s           |
| 6e | Víctor Hugo Peña     | Colombie   | US Postal Service-Berry Floor | + 24 s           |
| 7e | David Zabriskie      | États-Unis | US Postal Service-Berry Floor | + 24 s           |
| 8e | Alexandre Vinokourov | Kazakhstan | T-Mobile                      | + 40 s           |
| 9e | Cadel Evans          | Australie  | T-Mobile                      | + 40 s           |
| 10e | Alejandro Valverde   | Espagne    | Comunidad Valenciana-Kelme    | + 47 s           |

## Classements annexes
| Classement par points | Classement par points | Classement par points | Classement par points           | Classement par points |
| Coureur               | Coureur               | Pays                  | Équipe                          | Points                |
| --------------------- | --------------------- | --------------------- | ------------------------------- | --------------------- |
| 1er                   | Erik Zabel            | Allemagne             | T-Mobile                        | 52 pts                |
| 2e                    | Alessandro Petacchi   | Italie                | Fassa Bortolo                   | 50 pts                |
| 3e                    | Stuart O'Grady        | Australie             | Cofidis-Le Crédit par Téléphone | 48 pts                |
| 4e                    | Óscar Freire          | Espagne               | Rabobank                        | 46 pts                |
| 5e                    | Alejandro Valverde    | Espagne               | Comunidad Valenciana-Kelme      | 27 pts                |

| Classement par points | Classement par points | Classement par points | Classement par points           | Classement par points |
| Coureur               | Coureur               | Pays                  | Équipe                          | Points                |
| --------------------- | --------------------- | --------------------- | ------------------------------- | --------------------- |
| 1er                   | Erik Zabel            | Allemagne             | T-Mobile                        | 52 pts                |
| 2e                    | Alessandro Petacchi   | Italie                | Fassa Bortolo                   | 50 pts                |
| 3e                    | Stuart O'Grady        | Australie             | Cofidis-Le Crédit par Téléphone | 48 pts                |
| 4e                    | Óscar Freire          | Espagne               | Rabobank                        | 46 pts                |
| 5e                    | Alejandro Valverde    | Espagne               | Comunidad Valenciana-Kelme      | 27 pts                |

| Classement de la montagne | Classement de la montagne | Classement de la montagne | Classement de la montagne     | Classement de la montagne |
| Coureur                   | Coureur                   | Pays                      | Équipe                        | Points                    |
| ------------------------- | ------------------------- | ------------------------- | ----------------------------- | ------------------------- |
| 1er                       | Floyd Landis              | États-Unis                | US Postal Service-Berry Floor | 6 pts                     |
| 2e                        | David Fernández Domingo   | Espagne                   | Costa de Almería-Paternina    | 6 pts                     |
| 3e                        | David Zabriskie           | États-Unis                | US Postal Service-Berry Floor | 4 pts                     |
| 4e                        | Julien Laidoun            | France                    | AG2R Prévoyance               | 4 pts                     |
| 5e                        | Manuel Beltrán            | Espagne                   | US Postal Service-Berry Floor | 2 pts                     |

| Classement de la montagne | Classement de la montagne | Classement de la montagne | Classement de la montagne     | Classement de la montagne |
| Coureur                   | Coureur                   | Pays                      | Équipe                        | Points                    |
| ------------------------- | ------------------------- | ------------------------- | ----------------------------- | ------------------------- |
| 1er                       | Floyd Landis              | États-Unis                | US Postal Service-Berry Floor | 6 pts                     |
| 2e                        | David Fernández Domingo   | Espagne                   | Costa de Almería-Paternina    | 6 pts                     |
| 3e                        | David Zabriskie           | États-Unis                | US Postal Service-Berry Floor | 4 pts                     |
| 4e                        | Julien Laidoun            | France                    | AG2R Prévoyance               | 4 pts                     |
| 5e                        | Manuel Beltrán            | Espagne                   | US Postal Service-Berry Floor | 2 pts                     |

| Classement du combiné | Classement du combiné | Classement du combiné | Classement du combiné         | Classement du combiné |
| Coureur               | Coureur               | Pays                  | Équipe                        | Points                |
| --------------------- | --------------------- | --------------------- | ----------------------------- | --------------------- |
| 1er                   | Floyd Landis          | États-Unis            | US Postal Service-Berry Floor | 12 pts                |
| 2e                    | Benoît Joachim        | Luxembourg            | US Postal Service-Berry Floor | 15 pts                |
| 3e                    | Manuel Beltrán        | Espagne               | US Postal Service-Berry Floor | 23 pts                |
| 4e                    | David Zabriskie       | États-Unis            | US Postal Service-Berry Floor | 26 pts                |
| 5e                    | Xavier Florencio      | Espagne               | Relax-Bodysol                 | 91 pts                |

| Classement du combiné | Classement du combiné | Classement du combiné | Classement du combiné         | Classement du combiné |
| Coureur               | Coureur               | Pays                  | Équipe                        | Points                |
| --------------------- | --------------------- | --------------------- | ----------------------------- | --------------------- |
| 1er                   | Floyd Landis          | États-Unis            | US Postal Service-Berry Floor | 12 pts                |
| 2e                    | Benoît Joachim        | Luxembourg            | US Postal Service-Berry Floor | 15 pts                |
| 3e                    | Manuel Beltrán        | Espagne               | US Postal Service-Berry Floor | 23 pts                |
| 4e                    | David Zabriskie       | États-Unis            | US Postal Service-Berry Floor | 26 pts                |
| 5e                    | Xavier Florencio      | Espagne               | Relax-Bodysol                 | 91 pts                |

| Classement par équipes | Classement par équipes        | Classement par équipes | Classement par équipes |
| Équipe                 | Équipe                        | Pays                   | Temps                  |
| ---------------------- | ----------------------------- | ---------------------- | ---------------------- |
| 1re                    | US Postal Service-Berry Floor | États-Unis             | 40 h 58 min 09 s       |
| 2e                     | T-Mobile                      | Allemagne              | + 1 min 03 s           |
| 3e                     | Comunidad Valenciana-Kelme    | Espagne                | + 2 min 17 s           |
| 4e                     | Illes Balears-Banesto         | Espagne                | + 2 min 18 s           |
| 5e                     | Phonak Hearing Systems        | Suisse                 | + 2 min 52 s           |

| Classement par équipes | Classement par équipes        | Classement par équipes | Classement par équipes |
| Équipe                 | Équipe                        | Pays                   | Temps                  |
| ---------------------- | ----------------------------- | ---------------------- | ---------------------- |
| 1re                    | US Postal Service-Berry Floor | États-Unis             | 40 h 58 min 09 s       |
| 2e                     | T-Mobile                      | Allemagne              | + 1 min 03 s           |
| 3e                     | Comunidad Valenciana-Kelme    | Espagne                | + 2 min 17 s           |
| 4e                     | Illes Balears-Banesto         | Espagne                | + 2 min 18 s           |
| 5e                     | Phonak Hearing Systems        | Suisse                 | + 2 min 52 s           |